# Field of crows
Field of crows is het achtste studioalbum van Fish. Het album was eerst per mailorder bij Fish zelf te bestellen, fans konden het album al op 10 december 2003 in huis hebben. De officiële release vond pas een half jaar later plaats via Snapper Music. 

## Musici
Terug op het “nest” zijn Usher en Brzezicki:
- Fish (Derek W. Dick) – zang
- Bruce Watson – gitaar en e-bow
- Frank Usher – gitaar, slide guitar
- Steve Vantsis – basgitaar
- Mark Brzezicki – slagwerk en percussie
- Tony Turrell – toetsinstrumenten
- Dave Haswell – percussie
- Danny Gillan – achtergrondzang op 1,2,3,4,6,11
- Richard Sidwell – trompet en flügelhorn op 1,4,6,8,10
- Steve Hamilton – saxofoon op 1,4,6,8,10
- Yatta, Lars K. Lande – koorzang op 1
- Irvin Duguid – clavinet op 6

## Muziek
| Nr. | Titel                                            | Duur |
| --- | ------------------------------------------------ | ---- |
| 1.  | The field (Dick, Watson)                         | 8:42 |
| 2.  | Moving targets (Dick, Watson, Duguid)            | 5:46 |
| 3.  | The rookie (Dick, Watson)                        | 5:35 |
| 4.  | Zoo class (Dick, Watson, Duguid)                 | 5:23 |
| 5.  | The lost plot (Dick, Turrell)                    | 5:10 |
| 6.  | Old crow (Dick, Watson, Duguid)                  | 5:20 |
| 7.  | Numbers (Dick, Watson, Usher)                    | 5:36 |
| 8.  | Exit wound (Dick, Watson)                        | 5:55 |
| 9.  | Innocent party (Dick, Watson, Duguid)            | 7:37 |
| 10. | Shot the craw (Dick, Watson, Duguid)             | 6:00 |
| 11. | Scattering crows (Dick, Watson, Turrell, Duguid) | 5:05 |

## Hoes

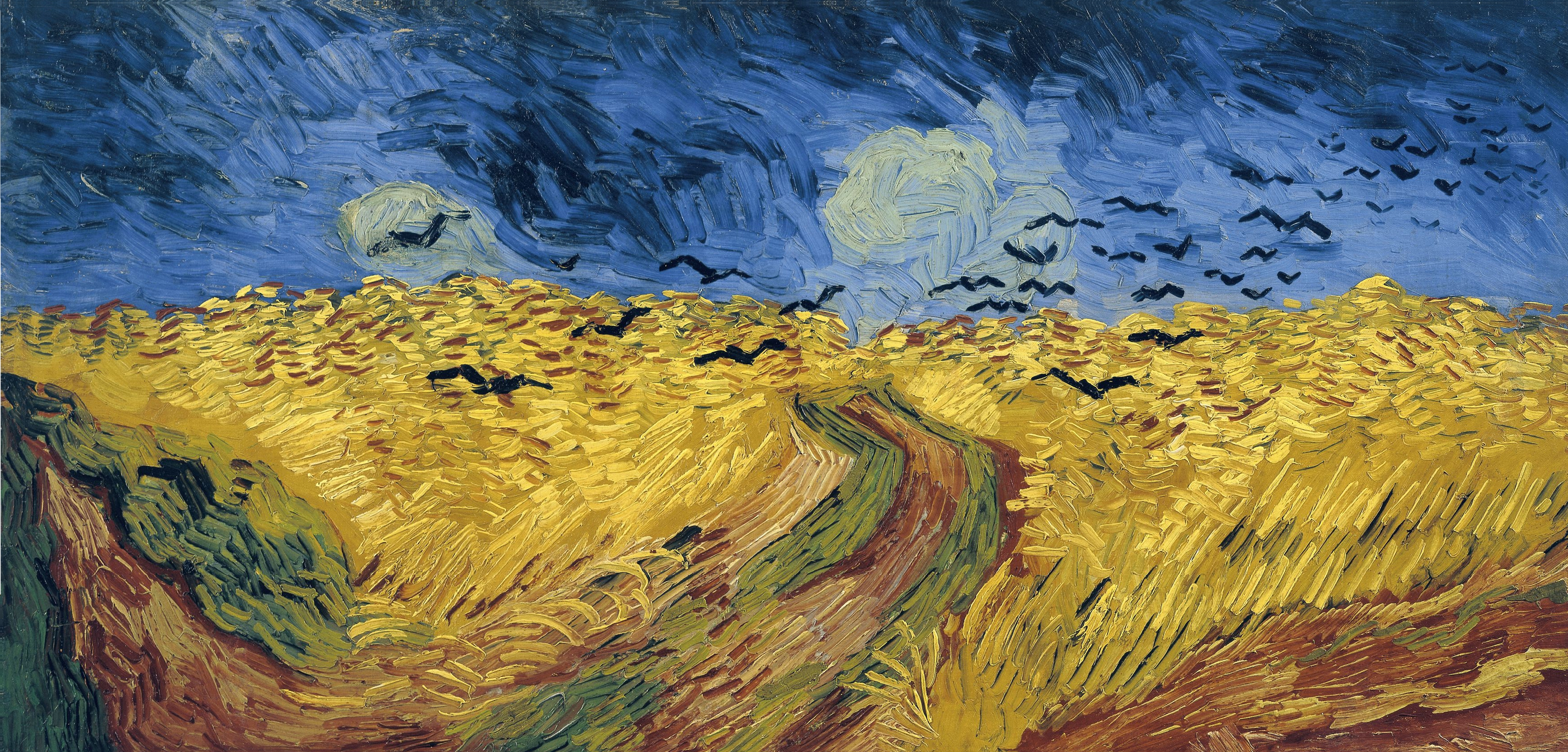
Korenveld met kraaien.

De hoes is een variant op Korenveld met kraaien (Wheatfield with crows) van Vincent van Gogh. 